# Barbara Ward
Pour les articles homonymes, voir Ward.
Barbara Mary Ward, née le 23 mai 1914 à Heworth (Yorkshire, Royaume-Uni) et morte le 31 mai 1981, est une économiste et auteure britannique, principalement connue pour ses travaux sur les enjeux sociaux et économiques dans les pays en développement, ainsi que sur les questions environnementales, dans lesquelles elle a joué un rôle précurseur. Elle a plaidé en faveur du développement durable — avant que ce terme ne soit couramment employé — et du partage des richesses entre les pays développés et le reste du monde.

## Biographie
Barbara Ward naît le 23 mai 1914 à York, dans le quartier de Heworth, mais sa famille déménage assez rapidement à Felixstowe, dans le Suffolk, où elle passe les premières années de son enfance. Son père est avocat et proche du mouvement quaker, sa mère est catholique et très pieuse. Après avoir été pensionnaire dans un couvent en Angleterre, Barbara Ward étudie à Paris, au lycée Molière, puis pendant quelques mois à la Sorbonne avant de se rendre en Allemagne. Elle se lie avec Jean Monnet. Elle souhaite d'abord s'orienter vers l'apprentissage des langues, avant de se tourner vers les sciences politiques, la philosophie et l'économie. Elle est diplômée du Sommerville College de l'université d'Oxford en 1935. 
Elle effectue ensuite des travaux de recherche sur la politique et l'économie autrichiennes. Confrontée à l'antisémitisme en Autriche et en Allemagne, elle vient en aide aux juifs qui cherchent à fuir ces pays, et cherche à mobiliser les catholiques britanniques en faveur de l'effort de guerre, bien qu'elle ait eu dans un premier temps des sympathies pour Adolf Hitler. Avec l'historien Christopher Dawson, qui en est le premier vice-président, elle met en place l'association Sword of the Spirit (en) pour rassembler les catholiques et anglicans hostiles au nazisme, dont elle est la secrétaire. Barbara Ward écrit régulièrement dans la Dublin Review, qui diffuse les idées de l'association et dont Dawson est le rédacteur en chef.
Notamment en raison de l'intérêt suscité par son premier ouvrage, The International Share-out (1938), consacré à la question coloniale, elle est recrutée par le rédacteur en chef de The Economist, Geoffrey Crowther (en). Pendant la Seconde Guerre mondiale, elle travaille pour le ministère britannique de l'Information, voyage en Europe et aux États-Unis. Elle quitte The Economist en 1950, après avoir occupé le poste de rédactrice en chef de la rubrique étrangère, mais continue à contribuer à cette revue par la suite. Ses émissions sur la valeurs chrétiennes en temps de guerre et certains de ses écrits économiques et politiques sont publiés sous le titre The Defence of the West par la revue Sword of the Spirit. Pendant la guerre, elle est également présidente de la Ligue des femmes catholiques (Catholic Women's League) et participe régulièrement au programme The Brains Trust de la BBC, qui répond aux questions posées par les auditeurs. En 1946, elle est nommée au conseil d'administration de la BBC et du théâtre Old Vic. Pendant l'après-guerre, elle soutient le plan Marshall, une Europe forte et l'établissement d'une zone de libre-échange européenne. 
En 1950, elle épouse Robert Jackson, un officier australien devenu administrateur aux Nations unies. En 1956 naît leur seul fils, Robert ; la même année, Robert Jackson est fait chevalier (Knight Bachelor). Au cours des années suivantes, la famille vit en Afrique de l'Ouest et fait plusieurs voyages en Inde, période au cours de laquelle Barbara Ward développe les idées qu'elle défend par la suite au sujet des pays en développement. Le couple se sépare au début des années 1970 ; catholique convaincue, Barbara Ward ne souhaite pas divorcer, et utilise le nom de son époux lorsqu'elle est nommée paire à vie avec le titre de baronne de Lodsworth en 1976. 
Elle donne de nombreuses conférences, qui à partir des années 1960 attirent une large audience internationale ; plusieurs séries de conférences, donc certaines données au Canada, au Ghana et en Inde, sont publiées sous forme de livre. Elle passe une part de plus en plus importante de son temps aux États-Unis, où son travail est soutenu financièrement par la fondation Carnegie. En 1957, l'université Harvard lui donne un doctorat ès lettres honoraires, et jusqu'à 1968 elle y passe une partie de l'année, bénéficiant d'une bourse Carnegie. En 1966, elle est élue membre honoraire étranger de l'Académie américaine des arts et des sciences. Elle rencontre Adlai Stevenson et John F. Kennedy, et conseille de nombreuses personnalités politiques, donc Robert McNamara (président de la Banque mondiale de 1968 à 1981) et le président américain Lyndon B. Johnson, qui, malgré l'opposition de Barbara Ward à la guerre du Vietnam, accueille avec intérêt ses réflexions sur ses projets de « Grande société ». Elle influence la pensée de James Wolfensohn sur les enjeux de développement.
Barbara Ward est écoutée au Vatican, où elle contribue à mettre en place la commission pontificale Justice et paix ; en 1971, elle est la première femme à prendre la parole devant un synode d'évêques catholiques. Une de ses propositions consiste à ce que les pays les plus riches s'engagent à consacrer une certaine proportion de leur produit national brut à l'aide aux pays en développement ; elle est également favorable à des institutions qui gèrent conjointement l'aide internationale et les enjeux commerciaux. Elle est parfois rattachée au courant distributiste. Catholique convaincue, elle a également beaucoup œuvré au développement de la doctrine sociale de l'Église et du dialogue œcuménique.
Dans les années 1960, Barbara Ward, amenée à travailler sur des questions environnementales, est l'une des premières avocates de ce que l'on appellera plus tard le développement durable, reconnue au niveau international comme journaliste, conférencière et animatrice. Elle est l'une des premières à faire le lien entre distribution des richesses et préservation des ressources naturelles. En 1966, elle publie Spaceship Earth (le vaisseau-terre, expression empruntée à Adlai Stevenson, dont elle est proche), qui développe l'idée selon laquelle l'espèce humaine doit, pour assurer sa survie dans de bonnes conditions, faire des questions environnementales une de ses préoccupations centrales. Sur ce même thème, elle rédige, avec René Dubos, le rapport préparatoire à la Conférence des Nations unies sur l'environnement de Stockholm de 1972. Ce rapport, intitulé Only One Earth (« Nous n'avons qu'une Terre »), paraît la même année en plusieurs langues. Elle fonde en 1971 avec le soutien de Robert Orville Anderson et Joseph E. Slater l'Institut international pour l'environnement et le développement (en) (IIED), qu'elle préside de 1973 à sa mort.
Ayant survécu à un cancer à la fin des années 1940, elle fait une rechute à la fin des années 1960, et lutte contre cette maladie jusqu'à sa mort en 1981. L'année précédente, elle avait reçu le prix Jawaharlal Nehru. Une biographie de Barbara Ward, accompagnée d'une sélection de ses lettres, a été publiée en 2010.
L'IIED organise les conférences Barbara Ward en son honneur.

## Ouvrages
- The International Share-out, 1938
- Turkey, 1941
- Defence of the West, 1942
- The West at Bay, 1948
- Policy for the West, 1951
- Faith and Freedom, 1954
- Britain's interest in Atlantic union, 1954
- Interplay of East and West, 1957
- India and the West, 1961, publié dans la revue International Affairs, vol. 37 t. 4
- The Rich Nations and the Poor Nations, 1961
- The Plan under Pressure, 1963
- Nationalism and Ideology, 1966 (à partir d'une série de cours à l'université Carleton)
- Spaceship Earth, 1966,  (ISBN 978-0-231-08586-1)
- The Lopsided World, 1968, à partir d'une série de cours à l'université Johns Hopkins
- Only One Earth, 1971 (avec René Dubos)
- A new creation? Reflections on the environmental issue, 1973
- The Home of Man, 1976
- Progress for a Small Planet, 1979

Ouvrages traduits en français
- Le sens de l'histoire et la liberté (traducteur J.-M. Faber), La Colombe, 1957
- Esprit tribal ou perspectives planétaires (traducteurs A. Venne et R. Weil-Brenner, avec la collaboration d'A. R. Saint-Germain), éd. du Chalet, 1967
- Nous n'avons qu'une terre (avec René Dubos), Denoël, 1972
- L'habitat de l'Homme, Éditions de la Presse, 1976